# One Day in Your Life
One Day in Your Life är ett musikalbum från 1981 av Michael Jackson.

## Låtar på albumet
1. Dear Michael
2. It’s Too Late to Change The Time
3. I’ll Come Home to You
4. Make Tonight All Mine
5. One Day in Your Life
6. Take Me Back
7. We’ve Got Forever
8. You Are There